# Genflöde
Genflöde är när gener överförs från en population till en annan population av samma art. Då flera populationer utbyter gener mellan varandra i en kedja kan det uppstå en rascirkel. Genflöde är den enda evolutionsprocessen som gör populationerna genetiskt mer lika varandra. Genflöde gör också att genpoolerna blir större. 
Genflöde uppstår när individer migrerar. Migrationen kan ske med fullvuxna individer eller med mindre spridningsenheter, till exempel pollen. Genflödets intensitet beror bland annat på hur svårforcerade de geografiska barriärerna är.